# スピーノ
スピーノ（伊: Supino）は、イタリア共和国ラツィオ州フロジノーネ県にある、人口約4,600人の基礎自治体（コムーネ）。

## 地理

### 位置・広がり

#### 隣接コムーネ
隣接するコムーネは以下の通り。括弧内のRMはローマ県、LTはラティーナ県所属を示す。
- カルピネート・ロマーノ (RM)
- フェレンティーノ
- フロジノーネ
- ジュリアーノ・ディ・ローマ
- ゴルガ (RM)
- マエンツァ (LT)
- モローロ
- パトリカ

### 気候分類・地震分類
スピーノにおけるイタリアの気候分類 (it) および度日は、zona D, 1906 GGである。
また、イタリアの地震リスク階級 (it) では、zona 2B (sismicità media) に分類される。

## 行政
- 山岳共同体 "Monti Lepini" に属する